# Arnaud de Via
Arnaud de Via est un cardinal français né à Cahors, en  Midi-Pyrénées et décédé le 24 novembre 1335 à Avignon. Il est le neveu du pape Jean XXII et le frère du cardinal Jacques de Via.

## Biographie

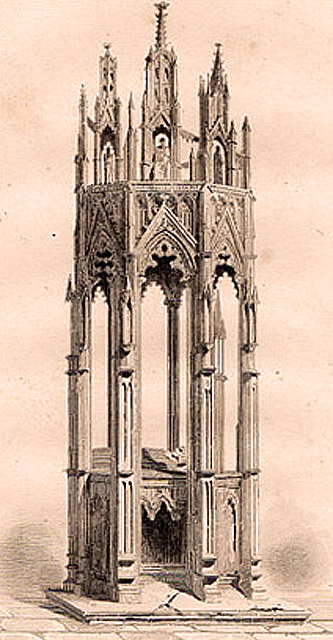
Tombeau du cardinal Arnaud de Via à Villeneuve-lès-Avignon

Arnaud de Via est protonotaire apostolique. Il est archidiacre de Fréjus, prévôt de Barjols  et prieur de S. Nicola de Bari.
Neveu du pape Jean XXII, frère de sa mère.  
Une procédure judiciaire avait été ouverte contre l’évêque de Cahors, Hugues Géraud, accusé de malversation. Ce dernier se sentant perdu, décide d’empoisonner le pape. Il s’assure la complicité de deux personnes de l'hôtel pontifical : Pons de Vassal et Isar d’Escodata. 
Il se procure des poisons et des statuettes de cire pour procéder à l’envoûtement du pape. Le rite est d’abord pratiqué contre Jacques de Via qui mourut (coïncidence ?) le 13 juin 1317. Trois figurines de cire à l’effigie du pape, de Bertrand du Pouget et de Gaucelme de Jean sont cachées dans des pains et confiées à des messagers pour les porter dans le palais épiscopal. L’attitude étrange des voyageurs attire l’attention de la police pontificale qui découvre ces voults. À la fin de mars 1317, toutes les personnes impliquées, dont Hugues Géraud, sont arrêtées. Celui-ci est déclaré coupable de l’assassinat de Jacques de Via, dégradé de l’épiscopat et livré au bras séculier ; il périra sur le bûcher.
Ainsi Arnaud de Via succède à son frère le cardinal Jacques de Via sur le siège épiscopal d'Avignon et est créé cardinal lors du consistoire du 20 juin 1317. Il édifie le Petit-Palais à Avignon et une livrée cardinalice à Villeneuve-lès-Avignon dotée d'une grande église, la collégiale Notre-Dame, destinée à recevoir son tombeau, desservie par un chapitre de douze chanoines. Il participe au conclave de 1334, lors duquel Benoît XII est élu. 